# Ghiacciaio Freimanis
Il ghiacciaio Freimanis è un ghiacciaio situato nell'entroterra della costa di Borchgrevink, nella regione nord-occidentale della Dipendenza di Ross, in Antartide. In particolare, il ghiacciaio, il cui punto più alto si trova a circa 2150 m s.l.m., ha origine nella parte centrale dell'estremità sud-orientale dei monti dell'Ammiragliato e da qui fluisce verso nord-ovest, scorrendo infine lungo il versante meridionale della cresta Novasio e quello settentrionale del monte Greene fino a unire il proprio flusso a quello del ghiacciaio Tucker.

## Storia
Il ghiacciaio Freimanis è stato mappato per la prima volta dallo United States Geological Survey grazie a fotografie aeree scattate dalla marina militare statunitense (USN) nel periodo 1960-62, e così battezzato dal comitato consultivo dei nomi antartici in onore di Harry Freimanis, scienziato delle aurore di base alla stazione Hallett nel periodo 1962-63.